# Pratiglione
Pratiglione (piemonti nyelven Prajon) egy olasz község Piemontban, Torino megyében.

## Fekvése
Torinótól 47, Ivreától 33 és Cuorgnétól 8 km-re helyezkedik el. Szomszédos községei Canischio, Prascorsano, Sparone, Forno Canavese és Rivara.